# La Cialma
La Cialma (2.193 m s.l.m.) è una montagna appartenente alle Alpi Graie (e, più in dettaglio, alle Alpi di Lanzo e dell'Alta Moriana). 
Si trova in provincia di Torino in comune di Locana, in valle dell'Orco e
sul suo versante orientale è attiva la stazione sciistica dell'Alpe Cialma.
Il toponimo deriva da Cià e sta ad indicare sia una zona sede di alpeggio sia i fabbricati connessi all'allevamento animale.

## Descrizione

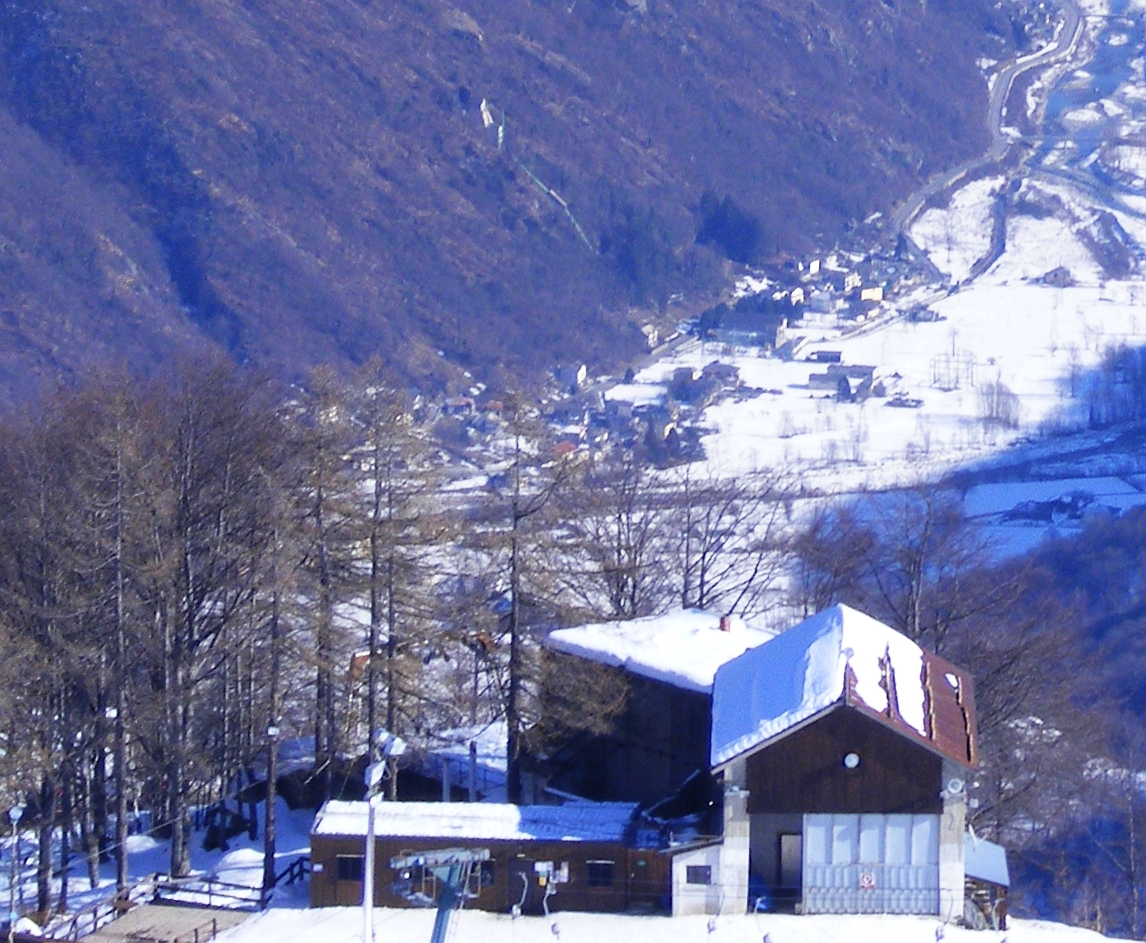
La stazione di valle dello skilift

La Cialma è situata su un costolone che dallo spartiacque che divide la Val Grande di Lanzo dalla Valle dell'Orco si protende verso il centro di quest'ultima. In direzione ovest è separata dal vicino Monte Tovo (2.673 m) da un colletto a quota 2.139 mentre verso nord-est e sud-est dà origine a due ampi costoloni che si esauriscono sul fondovalle nei pressi di Locana. In direzione nord un altro crinale, inizialmente più dirupato, scende invece sulla frazione Fornolosa.
Sul prativo versante orientale sorgono alcuni alpeggi, oggi per buona parte diroccati.
La cima della montagna corrisponde al punto geodetico trigonometrico dell'IGM denominato La Cialma (041016). Dal punto culminante, segnalato da un modesto ometto di pietrame, si gode di un panorama sul versante piemontese del Gran Paradiso.
Sempre sul versante orientale si trovano alcuni impianti di risalita che, con partenza dalla località Carrello, permettono di spingersi fino a quota 1.700 circa. Dopo un lungo periodo di abbandono la stazione sciistica è stata riattivata nel 2008 ed è dotata anche di un marciapiede mobile destinato ai bambini e ai principianti.

## Accesso alla cima
Partendo da borgata Carello (1.410 m) la vetta è facilmente accessibile dal piazzale della stazione di valle degli impianti di risalita, prima per sterrato e poi per tracce di sentiero. 

La montagna è anche molto frequentata d'inverno da scialpinisti e ciaspolatori per la facilità e la relativa sicurezza dell'accesso.

## Cartografia
- Cartografia ufficiale italiana dell'Istituto Geografico Militare (IGM) in scala 1:25.000 e 1:100.000, consultabile on line
- Istituto Geografico Centrale - Carta dei sentieri e dei rifugi scala 1:50.000 n. 2 Valli di Lanzo e Moncenisio
- Istituto Geografico Centrale - Carta dei sentieri e dei rifugi scala 1:25.000 n.110 Basse Valli di Lanzo (Lanzo - Viù - Chialamberto - Locana - Ciriè)